# Дембно (гмина, Бжеский повет)
Дембно (пол. Dębno) — сельская гмина (волость) в Польше, входит как административная единица в Бжеский повет, Малопольское воеводство. Население — 13 862 человека (на 2004 год).

## Демография
| Перепись                       | Всего   | Всего | Женщины | Женщины | Мужчины | Мужчины |
| ------------------------------ | ------- | ----- | ------- | ------- | ------- | ------- |
| Единицы                        | человек | %     | человек | %       | человек | %       |
| Население                      | 13 862  | 100   | 7061    | 50,9    | 6801    | 49,1    |
| Плотность населения (чел./км²) | 170,1   | 170,1 | 86,6    | 86,6    | 83,4    | 83,4    |

## Сельские округа
1. Бядолины-Шляхецке
2. Дембно
3. Долы
4. Ястев
5. Яворско
6. Лонёва
7. Лыса-Гура
8. Машкенице
9. Недзведза
10. Перла
11. Поромбка-Ушевска
12. Суфчин
13. Воля-Дембиньска

## Соседние гмины
1. Гмина Боженцин
2. Гмина Бжеско
3. Гмина Чхув
4. Гмина Гнойник
5. Гмина Войнич
6. Гмина Закличин